# Lily Loveless
Lily Loveless (ur. 16 kwietnia 1990 w Londynie) – angielska aktorka, która grała m.in. w serialu Kumple.
Uczęszczała do szkół Millfields Community Primary School oraz Cardinal Pole R.C. School. Obie znajdują się we wschodnim Londynie.

## Filmografia
| Lata      | Tytuł                       | Rola              | Uwagi            |
| --------- | --------------------------- | ----------------- | ---------------- |
| 2009-2013 | Kumple                      | Naomi Campbell    | 19 odc.          |
| 2010      | Seven PM                    | Fox               | krótkometrażówka |
| 2010      | Thorne: Sleepyhead          | Chloe             | miniserial       |
| 2010      | Hit and Run                 | Shelley           | krótkometrażówka |
| 2010      | Combat Kids                 | Bex Clayton       | 3 odc.           |
| 2011      | The Fades                   | Anna              | miniserial       |
| 2011      | Bedlam                      | Sadie Novak       | 1 odc.           |
| 2011      | Sket                        | Hannah            | film             |
| 2011      | The Sarah Jane Adventures   | Ellie Faber       | 2 odc.           |
| 2012      | Wallander: Before the Frost | Margaretha Olsson | 1 odc.           |
| 2012      | Candle to Water             | Chrissie          | film             |
| 2014      | Nadkomisarz Banks           | Tracy Banks       | 4 odc.           |
| 2014      | Fear of Water               | Alexia            | film             |
| 2015      | Set the Thames on Fire      | Emily             | film             |
| 2016      | Muszkieterowie              | Elodie            | 2 odc.           |
| 2018      | The Royals                  | Greta             | 3 odc.           |
| 2018      | We the Kings                | Lucy              | film             |
| 2020      | The Stranger                | Ingrid Prisby     | 7 odc.           |